# Les Vieux Copains
Albums de Léo Ferré
Léo Ferré en public au TLP Déjazet
(1988) Alors, Léo...
(1990)
Les Vieux Copains est le dernier album de chansons de Léo Ferré, paru en 1990.

## Titres
Textes de Léo Ferré, sauf indications contraires. Toutes les musiques sont de Léo Ferré.
| No  | Titre                             | Auteur                | Durée |
| --- | --------------------------------- | --------------------- | ----- |
| 1.  | Vison l'éditeur                   |                       | 4:18  |
| 2.  | Les Vieux Copains                 |                       | 6:24  |
| 3.  | Le Fleuve aux amants (2e version) |                       | 2:46  |
| 4.  | En amour                          |                       | 2:50  |
| 5.  | La Maline                         | Arthur Rimbaud        | 2:45  |
| 6.  | Notre amour (2e version)          |                       | 2:06  |
| 7.  | Où vont-ils ?                     |                       | 5:52  |
| 8.  | C'est une...                      |                       | 5:33  |
| 9.  | Elle tourne... la Terre           |                       | 3:02  |
| 10. | La Poisse                         |                       | 2:44  |
| 11. | Cloclo la cloche                  |                       | 5:17  |
| 12. | Y'a une étoile                    |                       | 3:57  |
| 13. | Automne malade                    | Guillaume Apollinaire | 3:40  |
| 14. | L'Europe s'ennuyait               |                       | 5:37  |
| 15. | La Chanson triste (3e version)    |                       | 3:06  |

## Musiciens
- Orchestre symphonique de Milan
- Harpe : Esther Gattoni

## Production
- Prise de son : Paolo Bocchi
- Crédits visuels : Jean-Marc Ayral